# Selbjørn
Selbjørn est une île norvégienne du comté de Hordaland appartenant administrativement à Austevoll.

## Description

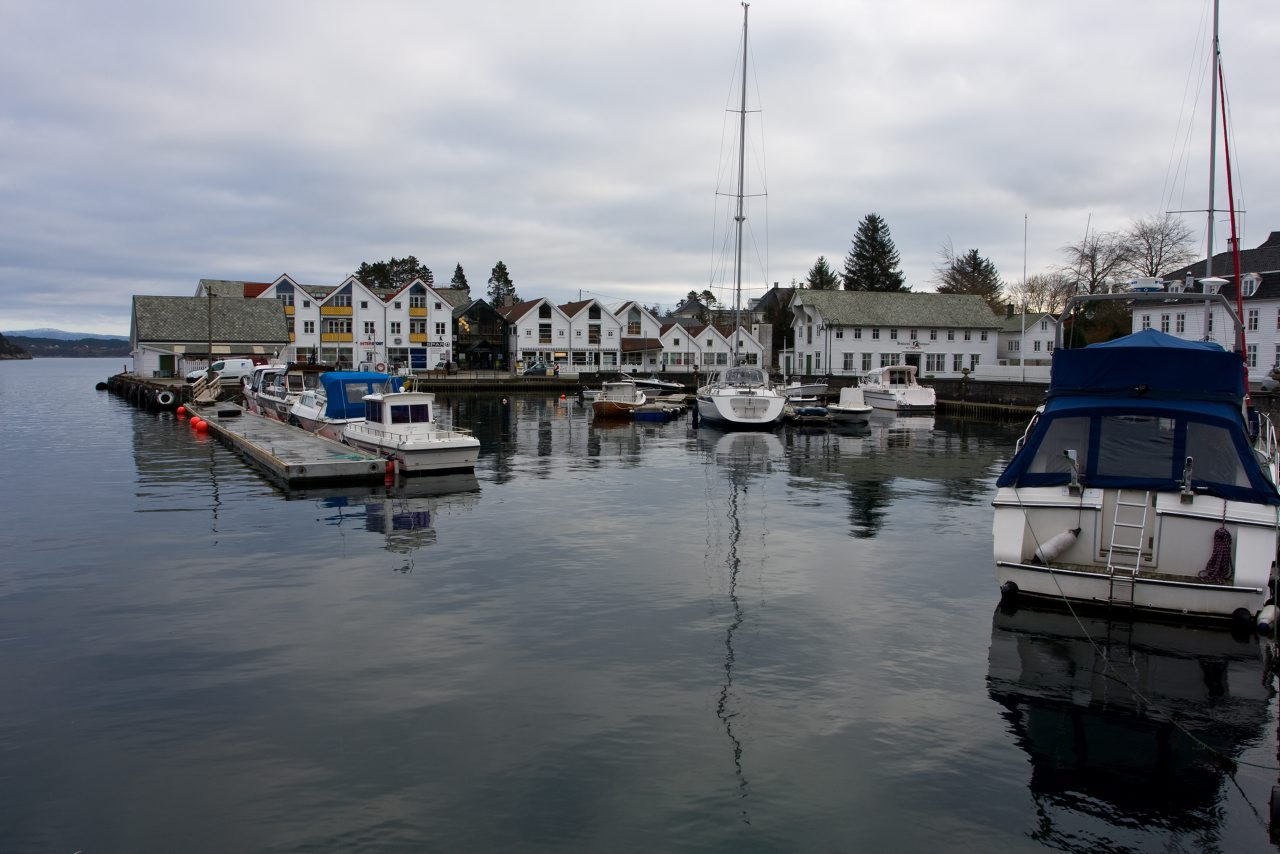
Bekkjarvik sur Selbjørn

Rocheuse et couverte de végétation, elle s'étend sur environ 4,4 km de longueur pour une largeur approximative de 6,5 km. Il s'agit ainsi de la deuxième plus grande île du secteur après Huftarøy.
Elle contient plusieurs lieux d'habitations dont le plus grand est Bekkjarvik. L'île tient son nom du fjord qui est situé au sud de celle-ci, le Selbjørnsfjorden (en).